# Caneadea
Caneadea est une ville  du comté d'Allegany, dans l'État de New York, aux États-Unis,. En 2020, elle comptait une population de 2 238 habitants, estimée au 1er juillet 2021 à 2 226 habitants.

## Démographie
Lors du recensement de 2020, la ville comptait une population de 2 238 habitants. Elle est estimée, en 2021, à 2 226 habitants.